# 루이스 마리아노

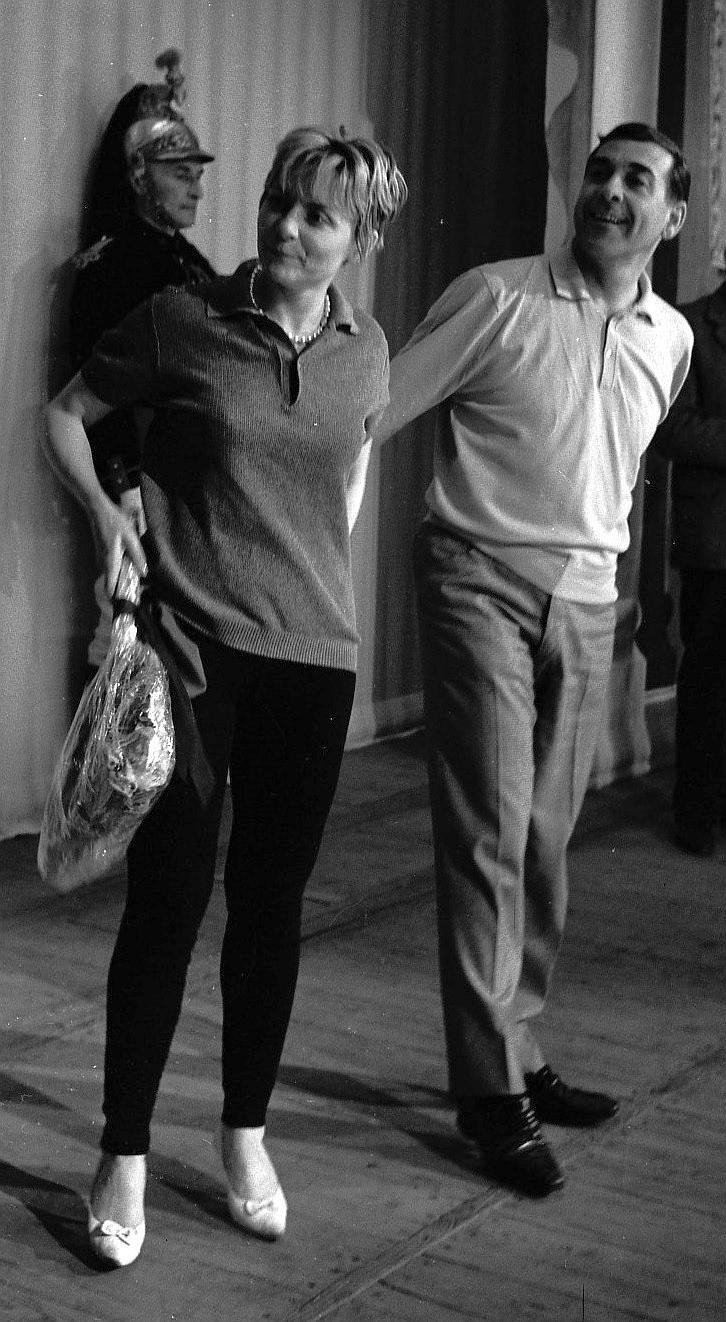

루이스 마리아노(Luis Mariano, 본명: Luis Mariano Eusebio González García, 1914년 8월 13일 ~ 1970년 7월 14일)는 스페인의 이룬 출신의 남성 가수이다. 이 곳 미술학교에서 그림을 공부하였으나, 스페인 내전으로 말미암아 1938년에 프랑스의 보르도로 이주하였다. 2년 후에는 음악학교에 들어가 오페라를 공부한 뒤, 1942년에 파리로 가서 오페레타에 데뷔하였다. 감미로운 목소리로 인기를 모았다.

## 참여 작품
- 나폴레옹 (1955년 영화) - 가수 가라트 역